# Gare de Châteauneuf-sur-Cher
Gare de Châteauneuf-sur-Cher – stacja kolejowa w Châteauneuf-sur-Cher, w departamencie Cher, w Regionie Centralnym-Dolinie Loary, we Francji. Jest zarządzana przez SNCF (budynek dworca) i przez RFF (infrastruktura).
Została otwarta w 1861 przez Compagnie du chemin de fer de Paris à Orléans (PO). Stacja jest obsługiwana przez pociągi TER Centre oraz pociągi Intercités. Jest również stacją kolejową obsługiwana przez pociągi towarowe Fret SNCF.

## Położenie
Stacja znajduje się na linii Bourges – Miécaze, w km 255,777, pomiędzy stacjami Lunery i Bigny, na wysokości 149 m n.p.m.

## Linie kolejowe
- Bourges – Miécaze